# واکینانکاراترا
واکینانکاراترا (Vakinankaratra Region) یکی از ۲۲ منطقه کشور ماداگاسکار است.

## ناحیه ها
منطقه واکینانکاراترا از ۶ ناحیه تشکیل شده است:
- آمباتولامپی (Ambatolampy)
- آنتانیفوتسی (Antanifotsy)
- آنتسیرابه ۱ (Antsirabe I)
- آنتسیرابه ۲ (Antsirabe II)
- بتافو (Betafo)
- فاراتسیهو (Faratsiho)